# Séjoumi
Séjoumi (arabe : السيجومي) est un quartier populaire situé à l'ouest de Tunis.

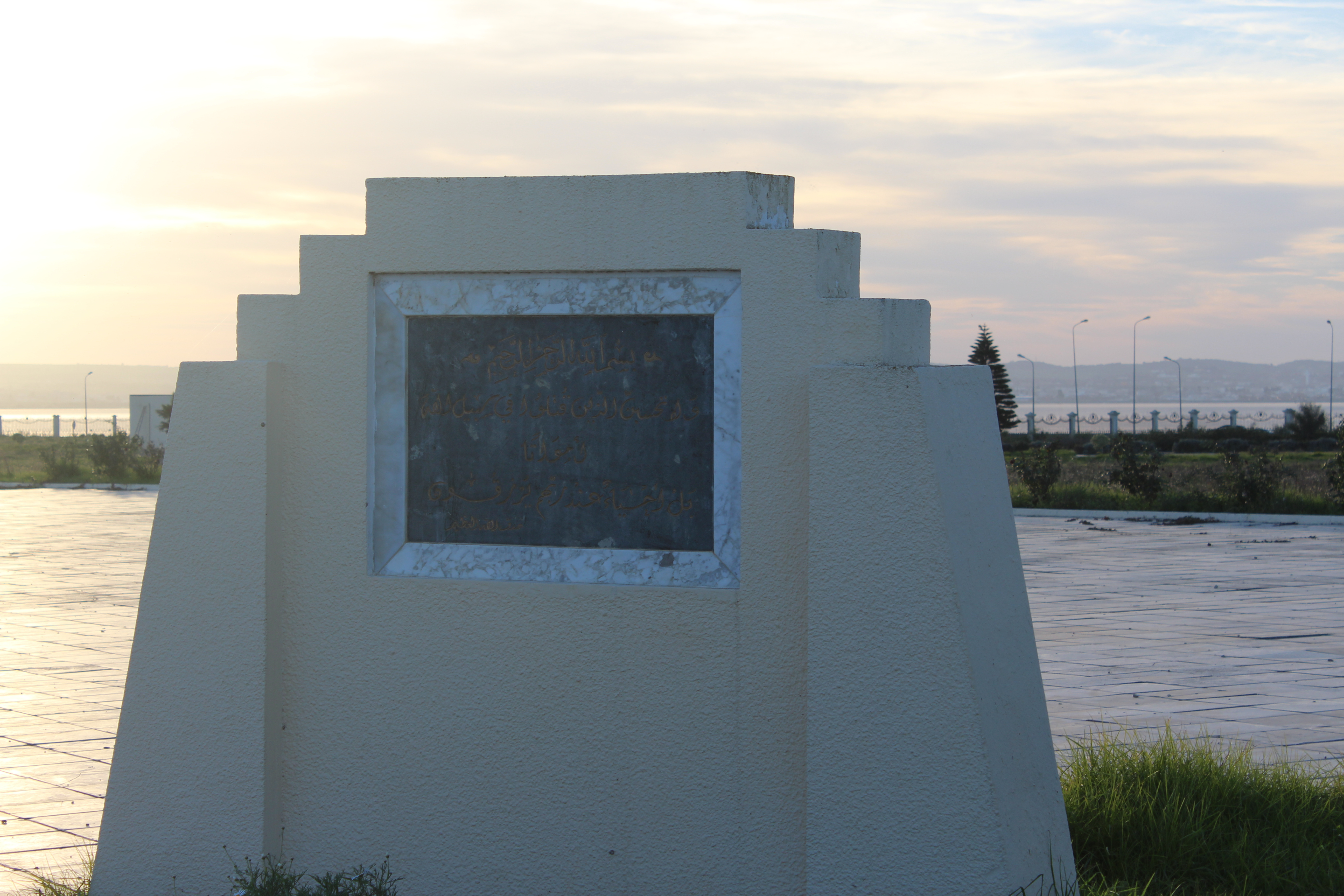
Plaque au monument des martyrs.

Il tire son nom de la zone humide toute proche, la sebkha Séjoumi. La conciliation entre l'urbanisation du secteur, le maintien d'activités agricoles et la préservation de la biodiversité de la zone humide est un enjeu environnemental délicat.
Destiné aux classes moyennes et pauvres, on y trouve le monument des martyrs de Séjoumi et le musée de la mémoire nationale.